# Кэнтэцу Такамори
Кэнтэцу Такамори (яп. 高森 顕徹, род. 1929, Хими, префектура Тояма) — учитель «Дзёдо-синсю» или Истинного Учения Чистой Земли. Председатель буддийской организации «Дзёдо-синсю Синранкай». Окончил Университет Рюкоку. Более полувека читает лекции о буддизме по всей Японии и за границей.

## Основные труды
На русском языке
- Зачем мы живем. Выдержки из древнеяпонских буддийских текстов (соавторы Дайдзи Акэхаси, Кэнтаро Ито)
- Свет, о котором мы забываем
- Свет, о котором мы забываем — 2. Современные буддийские притчи

На английском языке
- You Were Born for a Reason: The Real Purpose of Life
- Unlocking Tannisho: Shinran’s Words on the Pure Land Path
- Something You Forgot… Along the Way: Stories of Wisdom and Learning
- Unshakable Spirit: Stories of Compassion and Wisdom
- Shinran shounin-no hanabira и другие.